# Gradungulidae
Famille
Les Gradungulidae sont une famille d'araignées aranéomorphes.

## Distribution

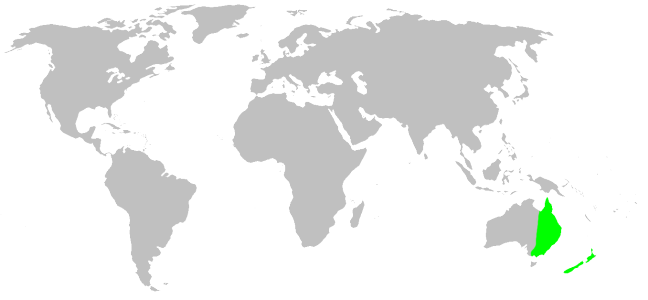
Distribution

Les espèces de cette famille se rencontrent en Australie et en Nouvelle-Zélande.

## Paléontologie
Cette famille n'est pas connue à l'état fossile.

## Liste des genres
Selon World Spider Catalog (version 24, 11/03/2023) :
- Gradungula Forster, 1955
- Hickmania Gertsch, 1958
- Kaiya Gray, 1987
- Macrogradungula Gray, 1987
- Pianoa Forster, 1987
- Progradungula Forster & Gray, 1979
- Spelungula Forster, 1987
- Tarlina Gray, 1987

## Systématique et taxinomie
Cette famille a été décrite par Forster en 1955.
Cette famille rassemble 17 espèces dans huit genres.

## Publication originale
- Forster, 1955 : « A new family of spiders of the sub-order Hypochilomorphae. » Pacific Science, vol. 9, no 3, p. 277-285 (texte intégral).